# Caeneressa vitreata
Caeneressa vitreata är en fjärilsart som beskrevs av Herrich-Schäffer 1855. Caeneressa vitreata ingår i släktet Caeneressa och familjen björnspinnare. Inga underarter finns listade i Catalogue of Life.